# إياد البغدادي
إياد البغدادي (من مواليد 17 حزيران/يونيو 1977)، هو كاتب ورجل أعمال وناشط في مجال حقوق الإنسان حقّقَ شهرة دولية خلال الربيع العربي. يصفُ إياد نفسه «بالليبرالي الإسلامي» وهو ناقدٌ صريحٌ لكل منَ الحركات الإسلامية والعلمانية على حدٍ سواء فضلًا عن استخدامه للفكاهة والسخرية في عمليّات النقد هذه. يُساهم إياد بشكلٍ دوري في مدونته «الإسلام والحرية» كما لهُ بودكاست يُنشر تحتَ عنوان «دليلُ الطاغية العربي» في ساوند كلاود.
إياد البغدادي فلسطيني الأصل لكنّه يُعد بلا جنسية (بدون). وُلدَ في الكويت ونشأَ في الإمارات العربية المتحدة بينما يعيشُ الآن كلاجئ سياسي في النرويج.

## الحياة المُبكّرة
كانَ أجداد البغدادي يعيشون في يافا التي احتلتها إسرائيل فيمَا بعد. بعد قيام ما يُعرف «بالدولة اليهودية» في عام 1948؛ غادرَ أجدادهُ مع ابنهم الرضيع إسماعيل – والدُ إيّاد البغدادي – واستقروا في مصر. انتقل إسماعيل إلى الإمارات عام 1970 فتزوّج وحصلَ على ابنٍ سمّاهُ إياد كان قد وُلد في الكويت. حتى تاريخِ ترحيله من دولة الإمارات العربية المتحدة؛ كان البغدادي يعيشُ في مدينة عجمان.

## النشاط السياسي

### الربيع العربي
بعدَ اندلاع أحداث الربيع العربي في عام 2011؛ بدأَ البغدادي في نشرِ تغريدات حول الثورة المصرية حيثُ عملَ على ترجمة مقاطع الفيديو باللغة العربية إلى اللغة الإنجليزية كما ترجمَ هُتافات المتظاهرين والمحتجين واللافتات التي كانوا يرفعونها. دعمَ إياد وبقوة الانتفاضات في جميع أنحاء العالم العربي من منظورٍ مؤيد للديمقراطية وقد اكتسبت تغريداته ومقالاتهُ متابعةً كبيرةً حيثُ كان يُقدّم فيها آخر التطورات إلى جانب تعليقاته الساخرة من الزعماء الديكتاتوريين في المنطقة كما أطلقَ هاشتاج #ArabTyrantManual الذي حقّق انتشارًا بشكلٍ كبير وكان شاهدًا على ما حصلَ في تلك الفترة.
بحلول شباط/فبراير 2011؛ تمّت مشاهدة مقطع فيديو يوتيوب لدعوة الناشطة أسماء محفوظ للمصريين للاحتجاج في ميدان التحرير في القاهرة والذي تكلّف البغدادي بترجمتهِ للغة الإنجليزية أكثر من مليون مرة. يَنسبُ الكثير من المراقبين لإياد مُساعدته في إيصال صوتِ المصريين للخارج والمُساهمَة في إسقاط نظام حسني مبارك. في آذار/مارس من نفسِ العام؛ نشرَ إياد عددًا من المنشورات الساخرة بعنوان دليل الطاغية العربي. في غضون أسابيع قليلة؛ تم ترجمتُ المنشورات لأكثرَ من اثنتي عشرة لغة وكان يخُطّط لنشرها على شكل كتاب. واصلَ البغداد عملهُ في هذا المَجال حيثُ نَشر كتابًا بعنوان «بيان الربيع العربي» أوجزَ فيه ما سمّاها رؤية «الليبرالية الإسلامية» التي كان يأمل أن تصبح الفلسفة التوجيهية لمنطقته في أعقاب الربيع العربي.

### النفي
في 30 نيسان/أبريل 2014؛ غرّد إياد حول حادثة وفاة صديقهِ المُقرّب الناشط المصري باسم صبري. في اليوم التالي؛ أخبرتهُ سلطات الهجرة الإماراتية في مدينةِ عجمان أنه يواجه خيارًا واحدًا من بينِ اثنين: إما أن يُسجن لفترة غير محددة من الزمن أو يُرحّل فوريًا. لم تقدم حكومة الإمارات أي سببٍ لهذا الإجراء كما لم تتهمه رسميًا بارتكاب جريمة ولم تقدم له فرصة لاستئناف القرار. اختار البغدادي الذي كان يبلغ حينَها 36 سنة عملية الترحيل بدلَ السجن.
أمضى إياد 13 يومًا في سجن الصدر في أبو ظبي؛ وقالَ بأنّ «الظروف كانت فظيعة وتفوق الخيال». أُرسلَ فيما بعد إلى خارج البلاد وَلأنه لا يحملُ جنسيّة أي دولة؛ فلم يكن لديه أيّ وطن للعودة إليه. بحكم كونه لاجئًا فلسطينيًا؛ كانَ البغدادي يحمل وثائق سفر مصرية فتمكّنَ من السفر جوًا إلى ماليزيا التي كانت واحدة من الدول القليلة جدًا التي قبلت لاجئًا فلسطينيًا تم ترحيله. في ذلك الوقت؛ كانت زوجته حامل في شهرها السابع. لدى وصوله إلى كوالا لامبور؛ أخبرته السلطات الماليزية أنه ليس في الواقع موضع ترحيب في بلدهم فظّل في المطار حتى الثامن من يونيو/حزيران حينما سمحت لهُ الحكومة الماليزية بدخول البلاد «كحالة استثنائية» وذلكَ بفضل جهود الأصدقاء والنشطاء وتعاونِ السفارة الفلسطينية في ماليزيا. بعدَ هذا الترحيل القسري؛ قرّر البغدادي عدمَ انتقاد دولة الإمارات علانية خوفًا مما قد يحدث لعائلته إذا ما فعل ذلك. 

### اللجوء
لمدة ستة أشهر؛ ظلّ البغدادي بعيدًا عن الأنظار وفي 22 أكتوبر 2014 ظهر من جديد في النرويج حيث ألقى خِطابًا في منتدى أوسلو للحرية ذكر فيهِ أنّهُ لم يتمكن من قضاء ثلاثة أيام مع ابنه حديث الولادة. عاودَ إياد نشرَ خطابهِ في منتدى أوسلو للحرية في نوفمبر 2014 عبرَ مقالٍ في جريدة فورين بوليسي تحتَ عنوان «لماذا لَا زلت أؤمن بالربيع العربي؟» حيثُ أعرب في المقال عن أسفه لأن ثورات الشباب قد مهدت الطريق أمامَ من سمّاهم «جهاديو ديزني لاند» كما ذكّر بأهمية وجود خطة لما يجب فعله بعد نجاح الثورة وهوَ ما لم يكن موجودًا خِلال الربيع العربي. ذكر البغدادي أنه لا يزال يؤمن بالربيع العربي لثلاثة أسباب:
- الأشخاص الذين ساهموا في انطلاق شرارة الربيع العربي لا زالوا موجودين وليسوا بأقلية ثمّ عقّبَ قائلًا: «يبدو أننا أقلية فقط لأننا غير منظمين»
- لا تزالُ أواصر الأخوّة والصداقة بين شباب الربيع العربي موجودة ويمكن أن تشكل نواة لحملة جديدة.
- «النظام العربي القديم» ليست لديه أيّ رؤية كما أنه يلعبُ على الطائفية والديماغوجية والعبثية ووضح قائلًا: «الديكتاتوريون ليسوا خائفين من الذين يحملون السلاح؛ إنهم يخافون من الذينَ لديهم أفكار ... نحنُ [يقصد الشباب العربي] المستقبل وَإذا لم يدعونا نحلم فلن نسمح لهم بالنوم.»

أعلنَ البغدادي في تغريدة له على حسابهِ الشخصي بتويتر بتاريخ 25 أكتوبر 2014 أنه تقدم بطلبٍ للجوء في النرويج. في تلكَ الفترة كانَ إياد يعيشُ في مركز لجوء شمال أوسلو إلى جانب العديد من السوريين فيمَا ظلّت زوجته وابنه في ماليزيا. علّق حول مكانِ إقامته في النرويج بالقول: «من المحزن أن نرى كيف تُعَامل السلطات هنا اللاجئين.» بعد ذلك حصلَ البغدادي على اللجوء السياسي وقال في مقابلة في نوفمبر 2014: «لا أريد أن يعيش ابني في خوف ... لا يمكنني أن أعده أنه سيعيش في حرية لأنني لا أعرف إلى أي مدى سنذهب في حياة واحدة. لكنني أريده أن يعرف أن حريته وكرامته تستحق حياته. وإذا كان عليه أن يختار القتال من أجل حقوقه أو العيش في سلام وأمان فأريده ألا يفكر مرتين لأنّه يجب عليهِ أن يختار القتال.» ثمّ واصلَ: «الربيع العربي لم يكن مجرد خراب والقصة لم تنته بعد بل بعيدة جدا عن الانتهاء؛ سنصل إلى ربيعنا!»
في 26 كانون الأول/ديسمبر 2015؛ خلطَ مقدم برامج إخباريّة روسي بينَ الناشط إياد البغدادي وبينَ زعيم تنظيم داعش أبو بكر البغدادي كما كُرّر الخطأ في عددٍ من وسائل الإعلام الأخرى فضلًا عن حظر شبكة تويتر لحسابهِ لفترة وجيزة قبلَ أن يسترجعهُ فيما بعد.